# رافاييل مولينا سانشيز
رافاييل مولينا سانشيز (بالإسبانية: Rafael Molina Sánchez)‏ هو ماتادور إسباني، ولد في 27 نوفمبر 1841 في قرطبة في إسبانيا، وتوفي بنفس المكان في 1 أغسطس 1900.